# یلو جکت (کلرادو)
یلو جکت (به انگلیسی: Yellow Jacket) یک منطقهٔ مسکونی در ایالات متحده آمریکا است که در شهرستان مانتزوما، کلرادو واقع شده‌است. یلو جکت ۲٬۱۰۳ متر بالاتر از سطح دریا واقع شده‌است.